# Villa gallo-romana di Loupian

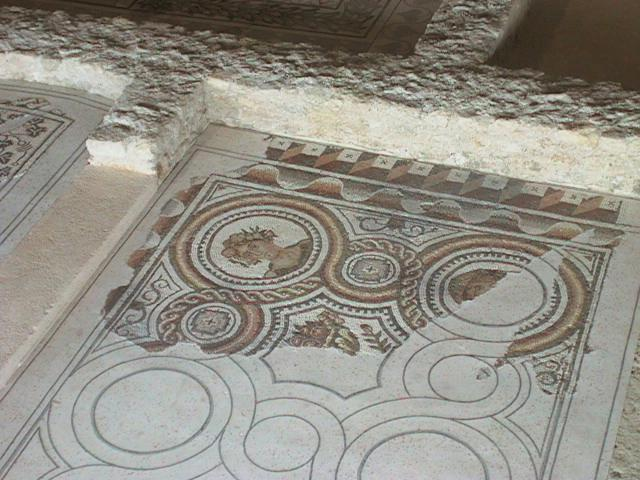
Particolare di un ambiente decorato a mosaico della villa gallo-romana di Loupian

La villa gallo-romana di Loupian è una villa romana del V secolo nel comune di Loupian (dipartimento dell'Hérault, regione della Linguadoca-Rossiglione, Francia).
Il territorio del comune era compreso in una vasta tenuta agricola gallo-romana, attiva tra il I secolo a.C. e il VI secolo d.C. Nella tenuta si svolgevano varie attività produttive: pesca nella zona paludosa, coltivazione dei cereali e produzione di vino e olio d'oliva. A partire dal II secolo la produzione di vino fu particolarmente importante ed è attestata una piccola officina che produceva le anfore da trasporto per la sua esportazione. Un piccolo porto nello stagno di Thau, permetteva di raggiungere il Mediterraneo ai prodotti della tenuta.
In epoca tardo-antica la villa al centro della tenuta divenne una residenza signorile lussuosa, decorata con mosaici e rivestimenti in marmo e dotata di un impianto termale.